# ويليام بي فان نيس
ويليام بي فان نيس (بالإنجليزية: William Peter Van Ness)‏ هو قاضي ومحامي أمريكي، ولد في 13 فبراير 1778 في غينت في الولايات المتحدة، وتوفي في 6 سبتمبر 1826 في نيويورك في الولايات المتحدة.